# Rue Cambon
Rue Cambon är en gata i Quartier de la Place-Vendôme i Paris första arrondissement. Gatan är uppkallad efter den franske politikern Pierre-Joseph Cambon (1756–1820). Rue Cambon börjar vid Rue de Rivoli 244 och slutar vid Boulevard de la Madeleine 1 och Rue des Capucines 23.

## Bilder
| - Gatuskylt. - Pierre-Joseph Cambon. - La Madeleine. - Notre-Dame-de-l'Assomption. |

## Omgivningar
- Notre-Dame-de-l'Assomption
- Église de la Madeleine
- L'Opéra Garnier
- Place Vendôme

## Kommunikationer
- Tunnelbana – linjerna    – Madeleine
- Tunnelbana – linjerna    – Concorde
- Busshållplats Madeleine – Paris bussnät, linjerna 45 52
- Busshållplats Castiglione – Paris bussnät, linje 72

### Webbkällor
- ”Rue Cambon”. Mairie de Paris. https://web.archive.org/web/20190905050621/http://www.v2asp.paris.fr/commun/v2asp/v2/nomenclature_voies/Voieactu/1439.nom.htm. Läst 1 februari 2023.
- ”Rue Cambon”. Les rues de Paris. https://web.archive.org/web/20200110125343/http://www.parisrues.com/rues01/paris-01-rue-cambon.html. Läst 1 februari 2023.